# Fanfan Hoa Tulip
Fanfan Hoa Tulip (tiếng Pháp: Fanfan la Tulipe) là một bộ phim hài phiêu lưu của điện ảnh Pháp sản xuất năm 2003, do Gérard Krawczyk đạo diễn, với sự tham gia của Vincent Perez và Penelope Cruz. Đây là bộ phim làm lại của bản phim năm 1952 từng rất nổi tiếng trước đây do Christian-Jaque đạo diễn, Gérard Philipe và Gina Lollobrigida thủ vai chính, từng đoạt giải Gấu bạc tại Liên hoan phim Berlin và giải dành cho đạo diễn tại Liên hoan phim Cannes cùng năm, cũng như từng chiếu trên sóng HTVC và VTV3, và các bản phim trước đó. Bộ phim đã được chọn để trình chiếu khai mạc liên hoan phim Cannes năm 2003.

## Nội dung
Một tay giang hồ quyến rũ bị lừa gia nhập quân đội của vua Louis XV với niềm tin sai lầm rằng nhờ vậy anh sẽ được phép kết hôn với một trong những cô con gái của Nhà vua.

## Diễn viên
- Vincent Perez - Fanfan "Hoa Tulip"
- Penélope Cruz - Adeline la Franchise
- Didier Bourdon - Louis XV
- Hélène de Fougerolles - Me de Pompadour
- Michel Muller - Tranche Montagne
- Philippe Dormoy - Pierre Bras
- Jacques Frantz - Franchise
- Gérald Laroche - Corsini
- Guillaume Gallienne - Houlette
- Gilles Arbona - Marechal
- Jean-Pol Dubois - L'aumônier
- Yves Pignot - Guillaume
- Jean-François Lapalus - L'oncle de Lison
- François Chattot - Le cure
- Jacques Dynam - Chaville